# 銀ビッ駅
銀ビッ駅（ウンビッえき）は朝鮮民主主義人民共和国黄海南道白川郡に位置する朝鮮民主主義人民共和国鉄道省の駅である。1932年9月1日に星湖駅として開通したが、朝鮮戦争により礼成江鉄橋が破壊されて廃駅となった。1971年に白川線が延伸された際に現在の駅が設置されて白川線の終点駅となった。